# Perote
Perote ist eine Stadt im mexikanischen Bundesstaat Veracruz. Im Jahre 2010 hatte sie 37.516 Einwohner. Sie wurde 1525 durch Francisco Aguilar gegründet. Perote ist der Verwaltungssitz des Municipio Perote. Guadalupe Victoria, der erste Präsident Mexikos, starb 1843 in Perote.  

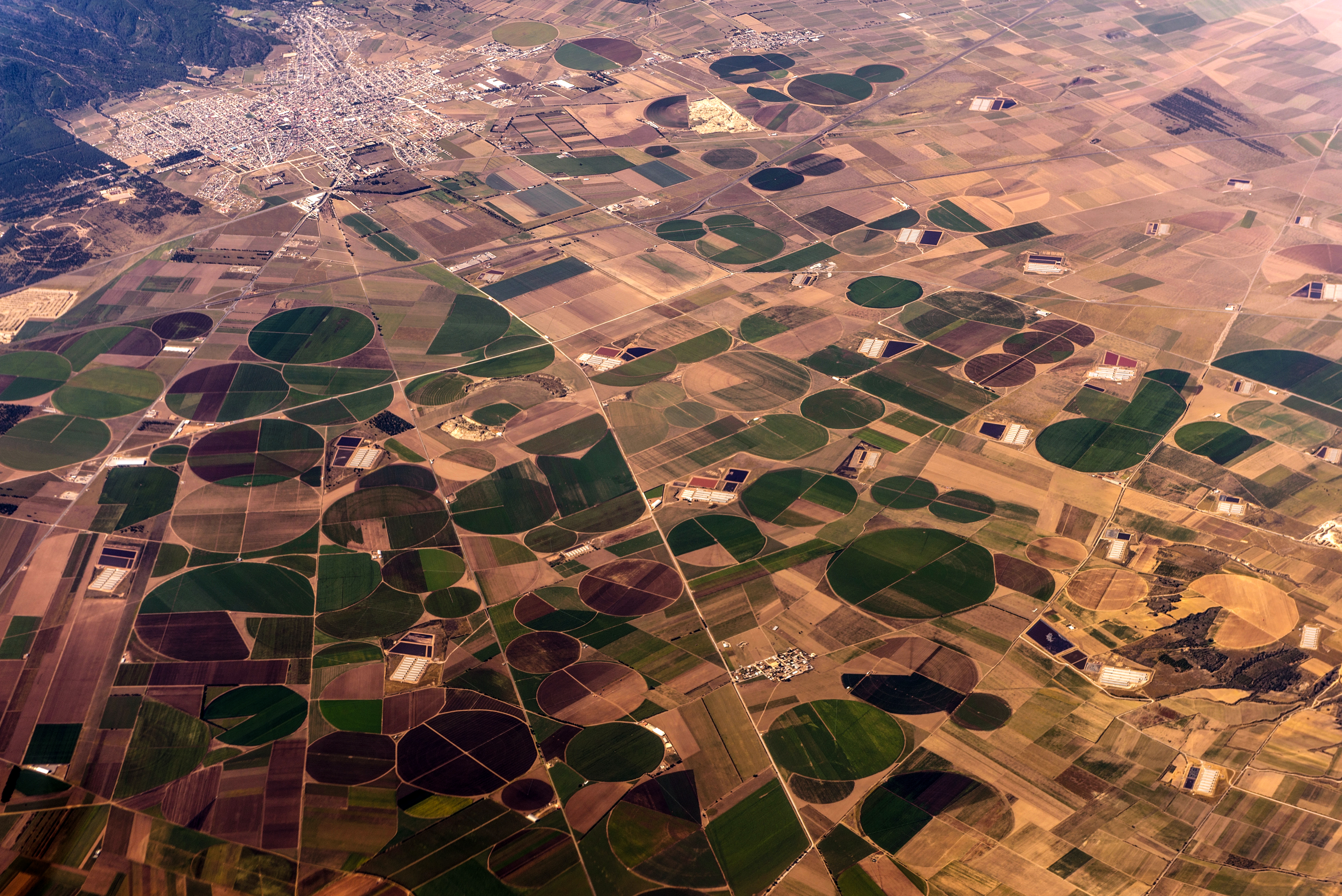
Luftbild von Perote

Das historisch bedeutendste Gebäude der Stadt ist das im 18. Jahrhundert erbaute Fort San Carlos. Es diente ursprünglich dem Schutz der Verbindung von Veracruz, dem wichtigsten mexikanischen Atlantikhafen, zur Hauptstadt. Von 1949 bis 2007 war es Gefängnis und ist heute ein Museum.
In der Nähe der Stadt erhebt sich in einem Nationalpark der Cofre de Perote, ein 4282 Meter hoher Schildvulkan.

## Söhne und Töchter
- Ignacio Lehonor Arroyo (1907–1996), Bischof von Tuxpan